# Хигасидори
Хигасидори (яп. 東通村 Хигасидо:ри-мура) — село в Японии, находящееся в уезде Симокита префектуры Аомори. Площадь села составляет 294,39 км², население — 7018 человек (1 августа 2014), плотность населения — 23,84 чел./км².

## Географическое положение
Село расположено на острове Хонсю в префектуре Аомори региона Тохоку. С ним граничат город Муцу, посёлок Иокогама и село Роккасё.

## Население
Население села составляет 7018 человек (1 августа 2014), а плотность — 23,84 чел./км². Изменение численности населения с 1980 по 2005 годы:
| 1980 | 9975 чел. |  |
| 1985 | 9675 чел. |  |
| 1990 | 8794 чел. |  |
| 1995 | 8045 чел. |  |
| 2000 | 7975 чел. |  |
| 2005 | 8042 чел. |  |

## Символика
Деревом села считается тис остроконечный, цветком — Iris ensata, птицей — Larus schistisagus.